# High Ongar
High Ongar – wieś i civil parish w Anglii, w hrabstwie Essex, w dystrykcie Epping Forest. Leży 16 km na zachód od miasta Chelmsford i 36 km na północny wschód od Londynu. W 2011 roku civil parish liczyła 1255 mieszkańców.